# Flamman
För andra betydelser, se Flamman (olika betydelser).
Flamman är en svensk veckotidning med redaktion i Stockholm. Politiskt betecknar sig tidningen som "oberoende socialistisk". Chefredaktör och ansvarig utgivare är sedan september 2021 Leonidas Aretakis.
Tidningen började ges ut 1906 som den socialdemokratiska dagstidningen Norrskensflamman, och hade fram till 1987 sin bas i Norrbotten. Under åren har tidningen haft band till flera olika socialistiska organisationer och partier, från Socialdemokraterna till kommunistiska APK. 
Sedan 1990-talet är Flamman en rikstäckande, partipolitiskt obunden tidning med utgivning en gång i veckan. 1992 tog tidningen dagens politiska beteckning, och 1998 förkortades namnet till Flamman.
Tidningen ägs av Tidningsföreningen Norrskensflamman. 

## Historia

### Bildande
Tidningen startades av arbetarrörelsen i Malmfälten 1906 under namnet Norrskensflamman, som partiorgan för Socialdemokraterna i Norrbotten med redaktion i Luleå.
Vid partisplittringen 1917 blev tidningen organ för Sveriges socialdemokratiska vänsterparti, föregångare till dagens Vänsterpartiet. Trots att tidningen var formellt fristående räknades den som partiorgan, och de viktigaste besluten om tidningen fattades inom partiet.
Norrskensflamman var länge den största socialistiska tidningen i Norrbotten, och passerades först vid 1940 av Norrländska Socialdemokraten (NSD). I början var den en utpräglad lokaltidning, som drev "Norrlandsfrågor" om att socialisera järnmalmen, förädla skogen och bygga ut vattenkraften. Samtidigt var det en av de tidningar på vänsterkanten som skrev mest om internationella frågor. 
1940 inträffade attentatet mot Norrskensflamman, ett av de grövsta inhemska terroristattentaten i Sveriges historia. Fem människor dog när en mordbrand mot redaktionen, orsakad av tidens antikommunistiska stämningar till följd av Finska vinterkriget, utfördes av fem militärer och en journalist.

### 1960- till 1980-talet: Moskvatrogen dagstidning
På 1960- och 1970-talet drev Norrskensflamman en Moskvalojal linje i strid med förnyarna kring C.-H. Hermansson i VPK-ledningen. Det fanns också andra frågor som orsakade oenigheter med partiet, exempelvis synen på arbetarklassen och förhållandet till Socialdemokraterna.
När de Moskvatrogna kommunisterna med Rolf Hagel i spetsen bröt sig ur VPK 1977 och bildade Arbetarpartiet Kommunisterna (APK) valde tidningen att stötta det nya partiet och blev dess organ. 1987 beslutade Sovjetunionens kommunistiska partis centralkommitté att skänka en tryckpress till tidningen.

### 1990-talet och framåt: Oberoende socialistisk veckotidning

Logotyp fram till 2022.

1987 flyttade redaktionen från Luleå till Stockholm, och gick 1989 över till att bli en veckotidning. Tre år senare bröt tidningen med APK, och tog den politiska beteckningen oberoende socialistisk. Från millennieskiftet stod tidningen åter Vänsterpartiet nära, även om kopplingen inte var officiell. Fram till september 2017 delade tidningen lokaler med partiet på Kungsholmen. 
Därefter flyttade Flammans redaktion till Hökarängen, och på 2020-talet till Södermalm. Under senare år har kopplingen till Vänsterpartiet blivit mindre framträdande. och chefredaktör Leonidas Aretakis har beskrivit sig som "väldigt icke-partistisk".
2023 uppmärksammades Flamman i svensk och utländsk media, efter att man i samband med den svenska Nato-processen utlyst en tävling där läsare uppmanades att skicka in karikatyrer av Turkiets president Recep Tayyip Erdoğan. Tävlingen fick stöd av bland annat Carl Johan De Geer, som bidrog med en parafras av sin affisch Skända flaggan.
Bland Flammans återkommande skribenter under 2020-talet finns Lyra Ekström Lindbäck, Rasmus Fleischer, Saga Cavallin, Torbjörn Tännsjö och Rasmus Landström. Tidningen publicerar även internationella skribenter som Slavoj Žižek, och samarbetar med tidskrifterna Le Monde diplomatique och Jacobin.

## Upplaga
Upplagan var som störst under 1920-talet, med runt 11 000 exemplar per dag, och varierade under efterkrigstiden mellan 2 000 och 8 000 ex.
Efter att tidningen blev en partipolitiskt oberoende veckotidningen sjönk upplagan först kraftigt, men stabiliserade sig under 2010-talet på omkring 3 200 exemplar per vecka. Under 2020-talet har upplagan ökat snabbt, och låg i april 2025 på 5 000 exemplar.

## Chefredaktörer
- Ivar Vennerström 1906–07
- H. Lindholm 1907
- Nils Falk 1907
- Gustav Z. Hedenström 1907
- J.W. Kramer 1907
- J.A. Davidsson 1907-08
- J.W. Kramer 1908
- Hjalmar Larsson 1908–1912
- C.N. Carleson 1912–13
- Andreas Johnsson 1913–24
- Sven Linderot 1924–27
- Paul Thunell 1927–30
- Hilding Hagberg 1930–35
- Helmer Holmberg 1935–40
- Filip Forsberg 1940–44
- Lennart Brick 1944
- Helmer Holmberg 1944–56
- Helmer Persson 1956–66
- Alf Lövenborg 1966–72
- Harry Hagberg 1972–77
- Sven Bjelf 1977–80
- Alf Lövenborg 1980–89
- Dan Gahnström 1989–93
- Rolph Johansson 1993–94
- Jan Ask 1994–95
- Dan Gahnström 1995
- Jan Ask 1995
- Erik Cardfelt 1995–96
- Kenth Karlsson 1996–97
- Erik Cardfelt 1997–98
- Jonas Thunberg 1998–99
- Emil Lindahl Persson 1999–2003
- Aron Etzler 2003–12
- Jonas Thunberg 2012–15
- Anna Herdy 2015–20
- Tor Gasslander 2020-21 (tillförordnad)
- Leonidas Aretakis 2021-